# Gulliver Boy
Kūsō Kagaku Sekai Gulliver Boy (空想科学世界ガリバーボーイ Kūsō Kagaku Sekai Garibā Bōi, El Mundo de la Fantaciencia de Gulliver?) o simplemente Gulliver Boy es un anime de 50 episodios producido por Toei Animation y Fuji TV. Está basado en el videojuego de RPG del mismo nombre. Para promocionarlo, el anime fue creado por Hiroi Oji y Toyoo Ashida, que también estuvieron a cargo de su dirección. La serie se transmitió desde el 8 de enero de 1995 hasta el 12 de diciembre por la cadena Fuji TV.
El 5 de diciembre de 2012 la compañía Pony Canyon puso a la venta un Boxset con la serie en formato DVD en Japón.
En México se transmitió por los canales Unicable y Canal 5, y en Chile por el canal de televisión de pago Etc.TV en 2001, y en televisión abierta por Chilevisión en 2002. Hasta la fecha, la serie no ha vuelto a ser emitida en Latinoamérica.

## Argumento
Según la leyenda, la otrora próspera Atlantis fue destruida por el demonio Hallelujah, devorando además la mitad de la Tierra. El Rey Legendario y la Reina de la Luna trabajaron juntos para sellarla, pero el diablo profetizó una maldición: cuando los descendientes del rey y la reina se reúnan, resucitará nuevamente.
Ya en el presente, el escenario principal es una Europa alternativa de la era del renacimiento sobre una tierra plana antes de la teoría heliocéntrica, donde conviven magia y ciencia.
Gulliver Toscanni es un joven mago que está de vuelta en Venecia luego de huir de la escuela de magia en la que estuvo recluido como castigo. Allí ve cómo su ciudad es atacada y su padre, Papá Toscanni, es asesinado. El responsable es el Rey Yudo, líder de Hispania obsesionado en capturar a Misty, una bella joven que precisamente se ocultaba en Venecia.
Junto con Edison, su amigo científico, Gulliver salva a Misty de las tropas de Hispania y promete acabar con Yudo para vengar la muerte de su padre. Así, los tres jóvenes van en busca de unas mágicas piedras azules a bordo del León Marino, una nave tecnológicamente avanzada de Atlantis para derrotar al invasor.
El arma principal de Gulliver es un guante mágico, que puede convocar a siete guerreros mágicos con diferentes habilidades y controlarlos para luchar.

## Personajes
Gulliver Toscanni
Protagonista de la serie y descendiente del Rey Legendario. Es un joven mago que debió permanecer encerrado en la escuela de magia Yugo para proteger a su amigo Edison. Cuando regresa a su tierra se entera de que Hispania la está atacando.
Edison
Niño genio científico y el mejor amigo de Gulliver. Se caracteriza por llevar gafas y una bata blanca de laboratorio e inventar varios artículos. Originario de Risbon, la ciudad de la ciencia y la industria, quedó huérfano debido a la invasión de las tropas de Hispania. Allí fue criado en el orfanato por Bustania de Risbon, quien le enseñó todo lo relacionado con la ciencia. Les gusta pensar que la ciencia es mejor que la magia. Cuando la gente lo llama "genio", sus ojos brillan y se motiva en un instante para desarrollar algún invento. Tiene la costumbre de saltar hacia los abundantes pechos de Misty ante una situación de peligro y se molesta si Gulliver realiza la misma acción de forma accidental. A pesar de su edad, a veces habla y actúa de una manera que lo hace mentalmente más maduro que Gulliver.
Misty
Amiga de Gulliver y descendiente de la Reina de la Luna. además de ser la eterna damisela en peligro; este la rescató de las tropas de Hispania.
Phoebe
Descendiente del Rey de las Hadas. Es un hada oscura que estuvo a cargo de Lee Yu Bai. Le gusta Gulliver y se convierte en su compañera de viaje. Las hadas en este mundo son básicamente asexuales, pero cuando se enamoran de una persona, se dividen en formas masculinas o femeninas. Phoebe asume la forma de una mujer debido a sus sentimientos por Gulliver, en el momento en que este se marchaba a bordo del León Marno rumbo al reino de Roma. Allí lo besa sorpresivamente, gesto que Gulliver confunde con el ataque de un insecto gigante, y le anuncia la decisión de estar con él para toda la vida. Sufre ataques de celos con cualquier mujer que interactúe o se acerque demasiado a Gulliver, incluyendo a Misty, llegando al extremo de golpearlo. Tiene la propiedad de emborracharse al beber miel y le teme a los gatos.
Edokko
La computadora principal del León Marino.
Pripon
Una adorable criatura con forma de cubo. Nació luego de un experimento fallido realizado por Edison. Es transportada dentro de una botella y su cuerpo gelatinoso le permite tomar diferentes formas dependiendo de la ocasión. Le molesta que la llamen "gelatina viviente".
Rey Yudo
Rey de Hispania, está locamente enamorado de Misty.
Rey de Venis
E ejército de Hispania ataca su reino.
Papá Toscanni
Padre de Gulliver. Yudo lo asesina, pero antes de morir le confiesa a Gulliver que no es su verdadero padre.

## Producción

### Desarrollo
Este trabajo es un proyecto conjunto de la editorial Shūeisha y las empresas de videojuegos Hudson Soft y Red Entertainment como uno de los "planes (proyectos) G" que se planificó como franquicia en el momento del lanzamiento de la revista de videojuegos de Shueisha, V Jump, en 1993.
Se trataba de un proyecto ambicioso en el que Shueisha desafió la combinación de medios en la que editoriales como Kadokawa Shoten y Shogakukan eran muy buenas en Japón. Akira Toriyama, quien tiene una relación profunda con Shueisha, fue el encargado de dibujar algunos de los principales diseños mecánicos, como el "León Marino", la nave en donde viajan los protagonistas. También colaboraron Oji Hiroi de Red Company, quien tiene un historial comprobado en anime y planificación de juegos, Toyo Ashida, quien estuvo a cargo del diseño de personajes para Mashin Hero Wataru, y el compositor Kohei Tanaka, quien ha trabajado en muchas canciones para animes.
Hudson Soft fue el encargado principal de desarrollar el juego para su consola PC Engine. Aprovechando su tecnología de compresión de videollamada HuVIDEO, se añadieron clips animados exclusivamente para el videojuego. 
El videojuego se lanzó en mayo de 1995, mientras se transmitía la versión animada por Fuji TV, por lo que los jugadores pudieron experimentar el desarrollo de la segunda mitad de la historia, que aún no se había emitido por televisión.
El trabajo de casting de voces y postproducción para el videojuego se realizó antes de que se confirmara la versión animada, por lo que se hicieron nuevas audiciones. 
El 5 de diciembre de 2012 , Pony Canyon lanzó un box set del anime en formato DVD. Hasta la fecha, no existen indicios de un lanzamiento de la serie en formato Blu-ray.

### Diferencias entre videojuego y anime
Debido a la decisión de crear una serie animada para televisión como forma de promocionar el futuro videojuego, ambos proyectos se produjeron en paralelo. A raíz de esto, existen diferencias en el diseño de algunos de los personajes, en el casting de voces y en detalles de la historia:
- Gulliver y Edison derriban la Torre al tratar de huir de unos hombres enmascarados. En el anime, Edison destruye la torre con uno de sus inventos luego de una apuesta con Gulliver.
- Papá Toscanni muere a manos de uno de los subordinados de Yugo.
- La apariencia de Gulliver en la versión del juego para PC Engine y Sega Saturn todavía se acerca al diseño juvenil con un peinado lacio que se anunció al comienzo del proyecto, pero en la versión anime ha cambiado a un rostro más suavizado con cabello ondulado y ojos saltones,[4] modelo que sería utilizado también en los videojuegos lanzados para SNES y Game Boy en 1996.

## Voces y doblaje
VERSIÓN ORIGINAL EN JAPONÉS
| Personaje         | Seiyu                                                                  |
| Gulliver Toscanni | Kappei Yamaguchi                                                       |
| Misty             | Chisa Yokoyama                                                         |
| Phoebe            | Wakana Yamazaki (Serie de TV) Miina Tominaga (Videojuego de PC Engine) |
| Edison            | Ikue Ohtani                                                            |
| Gekkou            | Ryotaro Okiayu                                                         |
| Edokko            | Naoki Tatsuta                                                          |
| Papá Toscanni     | Takeshi Aono (Serie de TV) Hidekatsu Shibata (Videojuego de PC Engine) |
| Lawrence          | Toshiyuki Morikawa (Serie de TV) Urara Takano (Videojuego PC Engine)   |
| Lee 10 Bai        | Chafūrin (Serie de TV) Akio Ohtsuka (Videojuego de PC Engine)          |
| Barón Fullmoon    | Bin Shimada (Serie de TV) Tessho Genda (Videojuego de PC Engine)       |
| Budo Muscle       | Wataru Takagi (Serie de TV) Masashi Sugawara (Videojuego de PC Engine) |
| Judau (Rey Yudo)  | Kaneto Shiozawa (Serie de TV) Jūrōta Kosugi (Videojuego de PC Engine)  |
| Majin             | Takeshi Aono                                                           |
| Hallelujah        | Rihoko Yoshida (Serie de TV) Kumiko Takizawa (Videojuego de PC Engine) |
| Steel Bat         | Megumi Hayashibara                                                     |
| Narración         | Mahito Ōba                                                             |

 VERSIÓN EN ESPAÑOL (MÉXICO/LATINOAMÉRICA)
- Empresa: Intertrack México

| Personaje      | Actor/Actriz        |
| Gulliver       | Luis Daniel Ramírez |
| Edison         | Alfredo Leal        |
| Lawrence       | Enzo Fortuny        |
| Misty          | Gaby Ugarte         |
| Phoebe         | Claudia Motta       |
| Rey extranjero | Francisco Colmenero |
| Gecko          | Roberto Mendiola    |
| Rey Yudo       | Gerardo Reyero      |
| Barón Fullmoon | Roberto Sen         |
| Narración      | Francisco Colmenero |
| Canciones      | Ricardo Silva       |

## Lista de episodios
- 1.- Un destino repentino
- 2.- El guante mágico
- 3.- La cueva del León
- 4.- El león marino
- 5.- La pelea con los tres hermanos
- 6.- Una pelea en la obscuridad
- 7.- El golpe del águila
- 8.- El despertar del guardián
- 9.- La piedra azul de Sicilia
- 10.- La venganza del Barón Fullmoon
- 11.- El guardián del desierto reaparece
- 12.- Soy un jugador
- 13.- El lobo Gecko
- 14.- Sonic Minder
- 15.- Gulliver contra Gecko
- 16.- La flota aérea de Yudo
- 17.- El dinosaurio mecánico
- 18.- El Ax Minder
- 19.- Bio, el hombre pez de las profundidades
- 20.- Los fantasmas de Risbo
- 21.- La Reina de la Isla de los Espíritus del Mal
- 22.- La traición de Misty
- 23.- El cruel Yudo
- 24.- Gulliver vs Yudo
- 25.- El guardián es partido en dos
- 26.- La muerte de Yudo
- 27.- La maléfica Aleluya
- 28.- ¡Adiós, Phoebe!
- 29.- El misterio del nacimiento de Aleluya
- 30.- Aleluya se come a la Tierra
- 31.- La siniestra Phoebe
- 32.- Misty cambia de cuerpo
- 33.- Gecko vuelve a la vida
- 34.- El Minder plasma
- 35.- Phoebe y Gecko
- 36.- Adiós a Edoko
- 37.- Phoebe, la malvada que pica
- 38.- El Minder de hielo
- 39.- La ternura de Misty
- 40.- El dragón Minder
- 41.- Aleluya contrataca
- 42.- El legendario Gulliver
- 43.- La flor de oriente LLipangu
- 44.- El golpe relámpago
- 45.- El amor de Edison
- 46.- Gulliver y Misty
- 47.- El amor imposible de Gecko
- 48.- La técnica ninja de Mersey
- 49.- ¿Misty emperatriz?
- 50.- Una nueva partida

## Videojuegos
- Nombre: Kūsō Kagaku Sekai Gulliver Boy.
- Desarrollador: Hudson Soft para Sega Saturn y PC Engine CD
Bandai para Gameboy y SNES.

- Lanzamientos:

28 de abril de 1995 Gameboy
.
26 de mayo de 1995 PC Engine CD
.
22 de marzo de 1996 Sega Saturn
.
28 de junio de 1996 SNES
.
Todos en Japón.
- Género:RPG, Puzle para Gameboy.
- Jugadores: un jugador.
- Plataforma: Gameboy, SNES, PC Engine CD, Sega Saturn.
- Idioma: Japonés.